# Gnarps kyrka
Gnarps kyrka är en kyrkobyggnad i Gnarp som tillhör Nordanstigskustens församling i Uppsala stift.

## Kyrkobyggnaden
Kyrkan består av ett rektangulärt långhus, en vidbyggd sakristia i nordost samt ett kyrktorn i väster. Ingångar finns i väster samt mitt på långhusets sydsida.
Kyrkan härrör i sin nuvarande skepnad från en om- och tillbyggnad 1785 - 1786. Vid ombyggnaden raserades merparten av den tidigare stenkyrkan från medeltiden. Delar av dess norra och östra långhusmur inlemmades i den nya kyrkobyggnaden. Likaså bevarades en sakristia av trä från 1761. Sakristian utsmyckades 1766 med målningar av hälsingekonstnären Paul Hallberg från Härnösand. Målningarna skildrar händelser från Jesu liv.
Kyrkans tidstypiska exteriör är tämligen oförändrad från byggnadstiden. Murarna är vitputsade såväl utvändigt som invändigt. Vid senare omputsningar har exteriörens ursprungliga dekoration med målade lisener tagits bort. Vid restaureringen 1978 avsåg man i görligaste mån återställa kyrkorummets och den fasta inredningens ursprungliga färgsättning.
Lämningar av gamla klockstapeln finns på kyrkbacken.

## Inventarier
- En ljuskrona av malm är från 1703. Äldsta ljuskronan är från 1600.
- Två kyrkklockor, den större från 1737 och den mindre från 1732.
- Kyrkans första orgel invigdes andra söndagen i advent 1845.
- Kyrksilvret är från 1700-talet och 1800-talet.
- Äldsta mässhaken är från omkring 1700.

### Orgel
- 1845 byggde Lars Niclas Nordqvist, Alfta en orgel med 16 stämmor.
- 1924 byggde Gebrüder Rieger, Jägerndorf, Tjeckoslovakien en orgel med 27 stämmor två manualer och pedal.
- Den nuvarande orgeln byggdes 1972-1973 av Gustaf Hagström Orgelverkstad AB, Härnösand. Orgeln har mekanisk traktur, elektrisk registratur och slejflådor. Den har fyra fria kombinationer. Tonomfånget är på 56/30. Fasaden är från 1845 års orgel. 1989-1990 renoverades och omdisponerades orgeln av Johannes Menzel Orgelbyggeri AB, Härnösand.

| Huvudverk I      | Svällverk II      | Pedal             | Koppel |
| Kvintadena 16'   | Hålflöjt 8'       | Subbas 16´        | I/P    |
| Principal 8´     | Fugara 8'         | Oktavbas 8'       | II/P   |
| Gedackt 8´       | Principal 4'      | Rörgedackt 8'     | II/I   |
| Oktava 4'        | Gedacktflöjt 4'   | Oktava 4'         |        |
| Traversflöjt 4'  | Waldflöjt 2'      | Kvintadena 2'     |        |
| Kvinta 2 2⁄3'    | Sesquialtera II   | Rauschkvint III   |        |
| Oktava 2'        | Scharf II         | Basun 16'         |        |
| Mixtur IV 1 1⁄3' | Dulcian 16'       | Trumpet 8' (1990) |        |
| Trumpet 8'       | Oboe 8' (1990)    |                   |        |
|                  | Crescendosvällare |                   |        |

#### Kororgel
1974 byggde Gustaf Hagström Orgelverkstad AB, Härnösand en mekanisk kororgel med slejflåda. Tonomfånget på orgeln är 56.
| Manual        |
| Gedackt 8'    |
| Rörflöjt 4'   |
| Principal 2'  |
| Nasard 1 1⁄3' |

### Webbkällor
- anläggningspresentation
- Harmånger-Jättendals och Gnarps församlingar
- Se - Hälsingland[död länk]